# Thomas Gloag
Thomas Gloag (East Dulwich, 13 de setembro de 2001) é um ciclista britânico, membro da equipa neerlandês Jumbo-Visma.

## Biografia
Em maio de 2022 terminou terceiro no sprint da Flecha das Ardenas, superado por Romain Grégoire e Lennert Van Eetvelt. Em julho esteve cerca de ganhar etapas no Giro do Vale de Aosta e o Tour de Alsacia. No Tour de l'Avenir, participou numa escapada na etapa 4 que chegou à linha de meta onde ganhou o sprint contra Adam Holm Jørgensen para obter sua segunda vitória de etapa no nível sub-23. Enquanto subia ao pódio para celebrar sua vitória com Bernard Hinault, tropeçou e escorregou pelas escadas. Tomou a liderança após sua vitória de etapa, mas caiu ao segundo lugar ao dia seguinte, depois ao décima-noveno na general antes de retirar da corrida. Em agosto foi aprendiz da equipa Jumbo-Visma do UCI WorldTour pelo resto da temporada de 2022. a 29 de agosto anunciou-se que unir-se-ia permanentemente à equipa a partir da temporada de 2023 com um contrato de três anos.

## Palmarés
- 2021
  - 1 etapa da Ronde d'Isard

- 2022
  - 1 etapa do Tour de l'Avenir

## Resultados em Grandes Voltas
| Corrida | Corrida         | 2021 | 2022 | 2023 |
| ------- | --------------- | ---- | ---- | ---- |
|         | Giro d'Italia   | —    | —    | 76.º |
|         | Tour de France  | —    | —    | —    |
|         | Volta a Espanha | —    | —    | —    |

—: não participa

Ab.: abandono

## Equipas
- Trinity Racing (2021-2022)
- Jumbo-Visma (stagiaire) (08.2022-12.2022)
- Jumbo-Visma (2023-)